# Pherusa plumosa
Pherusa plumosa är en art av havsborstmaskar som först beskrevs av Otto Friedrich Müller 1776. Pherusa plumosa ingår i släktet Pherusa och familjen Flabelligeridae. Arten är reproducerande i Sverige.

## Underarter
Arten delas in i följande underarter:
- P. p. africana
- P. p. horsti